# Szepesremete
Szepesremete (szlovákul: Mníšek nad Hnilcom, németül: Einsiedel an der Göllnitz, lengyelül: Mniszek) község Szlovákiában, a Kassai kerület Gölnicbányai járásában.

## Fekvése
Gölnicbányától 15 km-re délnyugatra, a Gölnic partján található.

## Története
A régészeti leletek szerint határában már a bronzkorban, az i. e. 1300-750 körüli években is éltek emberek.
IV. Béla 1255-ben kelt egyik oklevele a pálosok puszta kolostorát említi ezen a helyen, mely „Heremitory” néven szerepel. 1287-ben „Heremite”, 1338-ban „Remethe” alakban szerepel a korabeli forrásokban. A falut magát 1322-ben említik először a gölnici határban. Német bányászok alapították, aki a határában levő aranybányákban dolgoztak. Kezdetben főként aranyat, ezüstöt, rezet bányásztak itt, később a vasérc termelés került előtérbe. Területe részben egy Konrád nevű gölnici polgár birtoka volt, aki svedléren is rendelkezett birtokokkal.
1338-tól királyi birtokként a szomolnoki uradalomhoz tartozott. 1465-ben több bányásztelepüléssel (Gölnicbánya, Szomolnok, Stósz) együtt a Szapolyai családé lett, akik szepesvár urai és szepesi ispánok voltak, így Remete is a szepesi váruradalom része lett. A 15. és 19. század között nemesi rangú bányászváros fejlett kézművesiparral. Céhei közül említésre méltó a mészárosok, asztalosok, bognárok és lakatosok céhe. A Szapolyaiak után 1531-ben előbb a Thurzók, majd 1638-től a Csákyak birtoka. 1787-ben 292 háza volt 2296 lakossal.
A 18. század végén Vályi András így ír róla: „REMETE. Einsiedel. Mnizsek. Német Mezőváros Szepes Vármegyében, földes Ura Gróf Csáky Uraság, lakosai katolikusok, és evangelikusok, fekszik Gölnitz vize mellett; külömbféle hasznos bányái vagynak, harmintzadja is van helyben, határja meglehetős, de néhol hegyes.”
1828-ban 295 házában 2143 lakos élt. Lakói főként bányászok és vasmunkások voltak, akik a környék bányáiban és vaskohóiban dolgoztak.
Fényes Elek 1851-ben kiadott geográfiai szótárában így ír a városról: „Remete, Einsidl, Mnissek, német bánya-város, Szepes vmegyében, Szomolnokhoz északra 1 1/2 mfdnyire a Göllnicz vize mellett: 781 kath., 1381 evang. lak. Kath. és evang. anyatemplommal, gazdag vasbányákkal.”
Vaskohója 1869-től gőzhajtással működött. 1884 után az itt termelt vasat már főként Szomolnokhután dolgozták fel. A trianoni diktátumig Szepes vármegye Gölnicbányai járásához tartozott.

## Népessége
| Év:            | 1994. | 2004.   | 2014.   | 2024.   |
| -------------- | ----- | ------- | ------- | ------- |
| Emberek száma: | 1621  | 1711    | 1751    | 1830    |
| Eltérés:       |       | +5,55 % | +2,33 % | +4,51 % |

| Év:            | 2023. | 2024.   |
| -------------- | ----- | ------- |
| Emberek száma: | 1832  | 1830    |
| Eltérés:       |       | -0,10 % |

1910-ben 1795, túlnyomórészt német anyanyelvű lakosa volt.
2001-ben 1691 lakosából 1399 szlovák, 148 cigány és 130 német volt.
2011-ben 1688 lakosából 1457 szlovák, 97 német és 37 cigány.

## Neves személyek
- Innét származott Lux Gyula János tanár, nyelvész, tanügyi főtanácsos, tartalékos hadnagy, a dobsinai és dél-szepesi német kultúra jeles kutatója.
- Itt született 1823-ban Sarlay János tanár, honvéd, tüzér, állami főreáliskolai tanár. Petőfi Sándor barátja.
- Itt szolgált Adami Márton evangélikus lelkész, egyházi író.
- Itt garázdálkodott Gordán Gyuri betyár, zsivány.

## Nevezetességei
- A Szent Kereszt tiszteletére szentelt, római katolikus temploma 1820-ban épült barokk-klasszicista stílusban, tornya 17. századi.
- Evangélikus temploma 1787-ben épült, 1901-ben tornyot építettek hozzá.

## Képtár

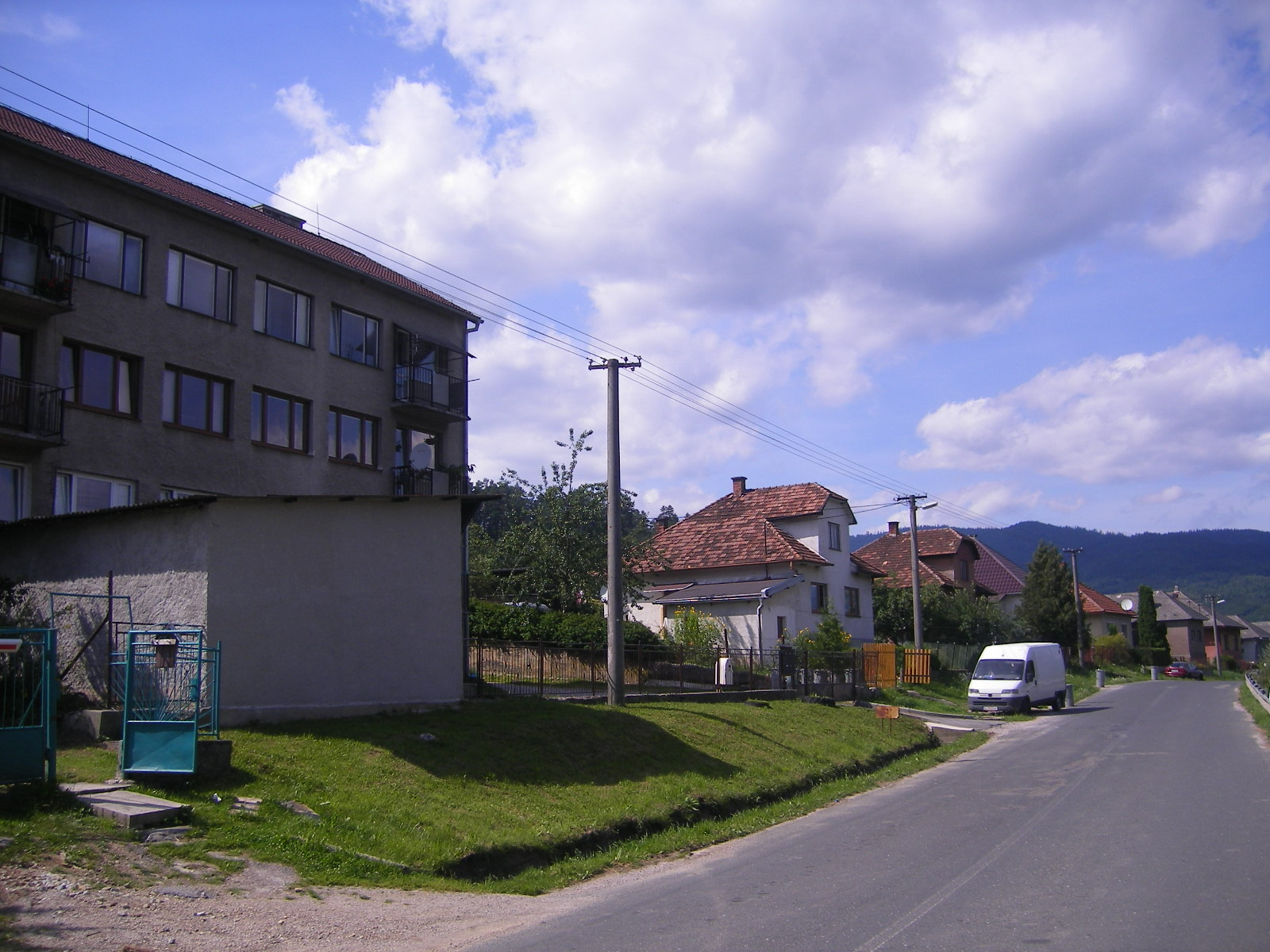
Utcakép
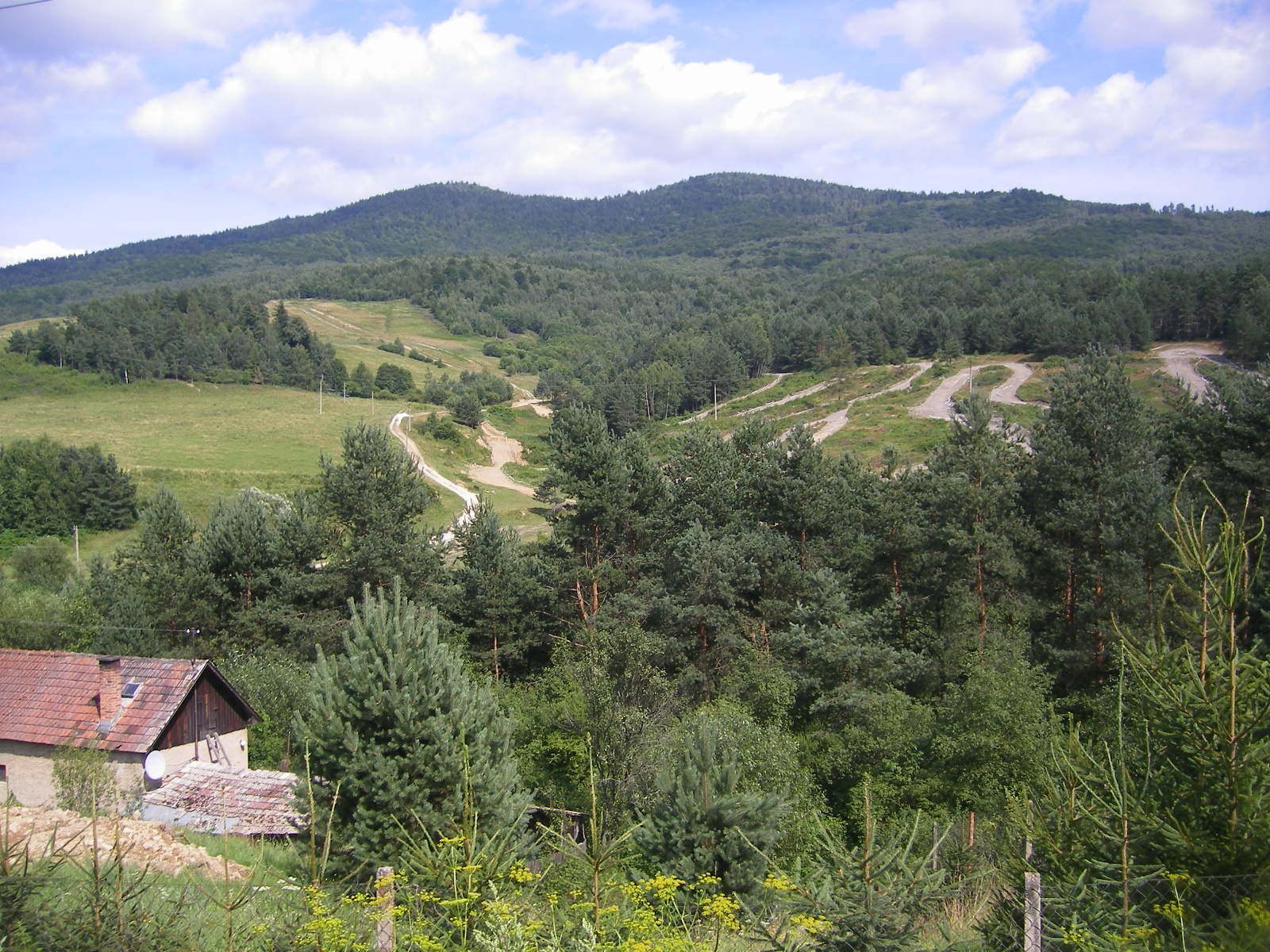
Szepesremetei tájkép
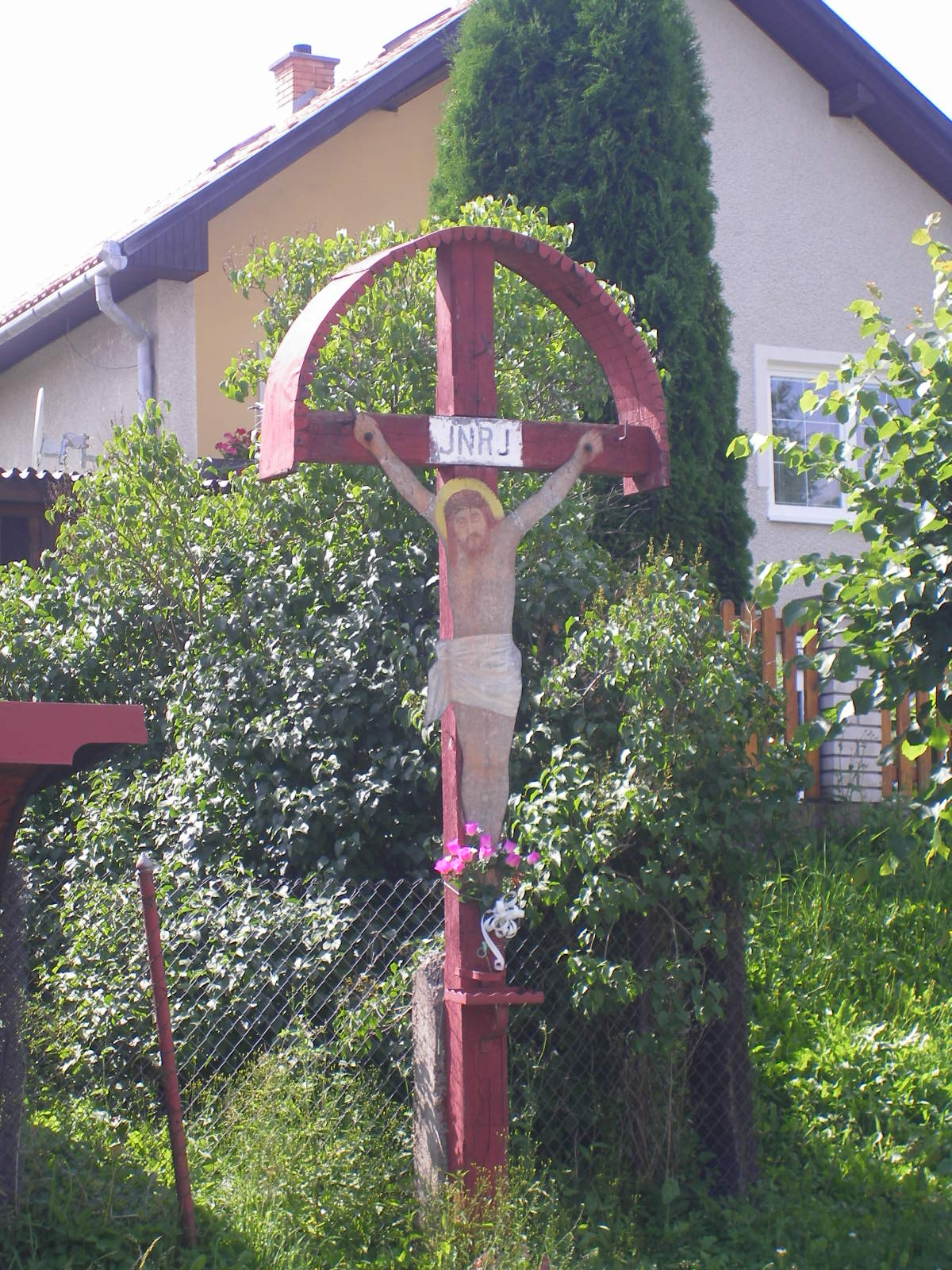
Útmenti feszület
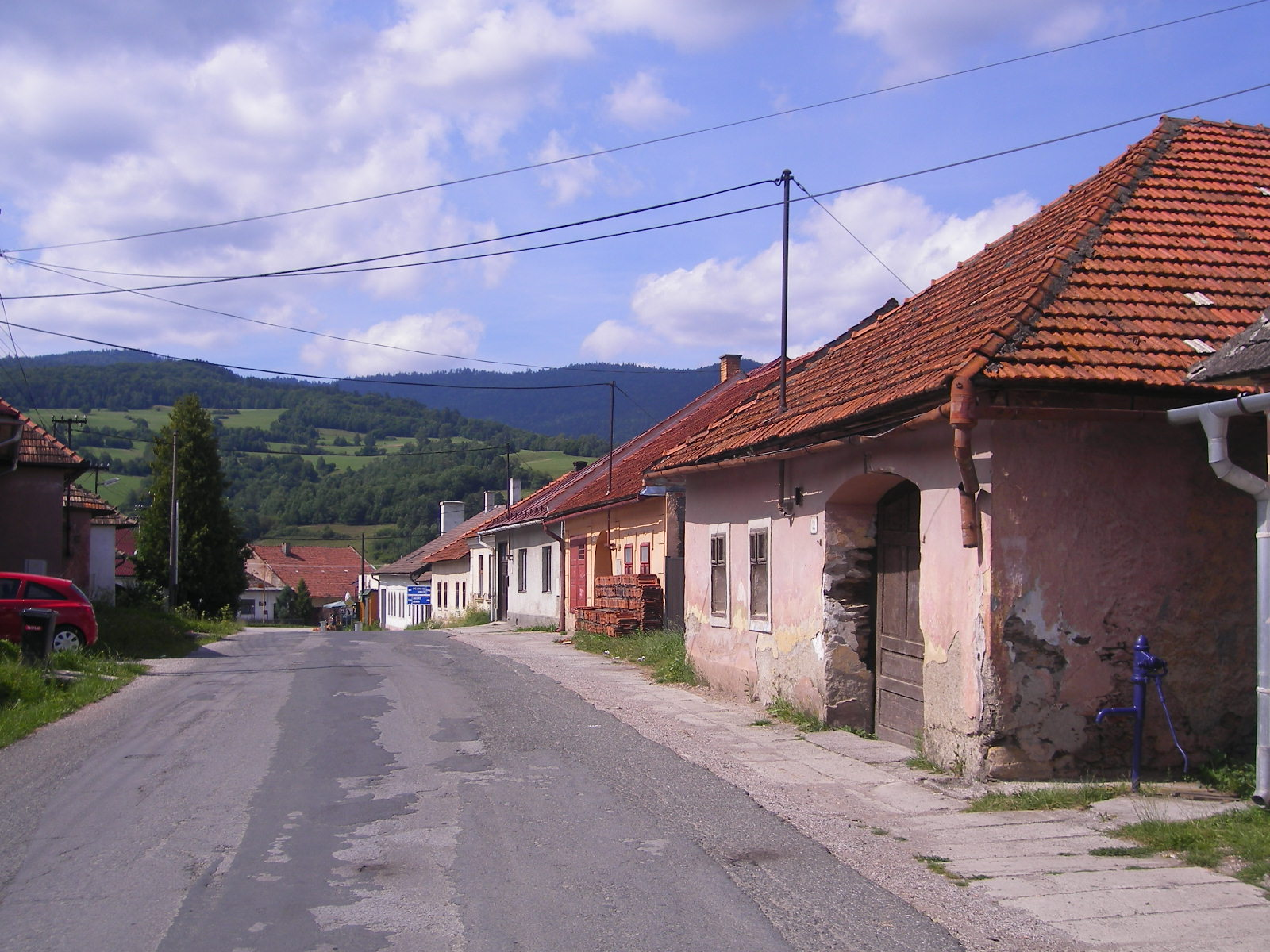
Utcakép
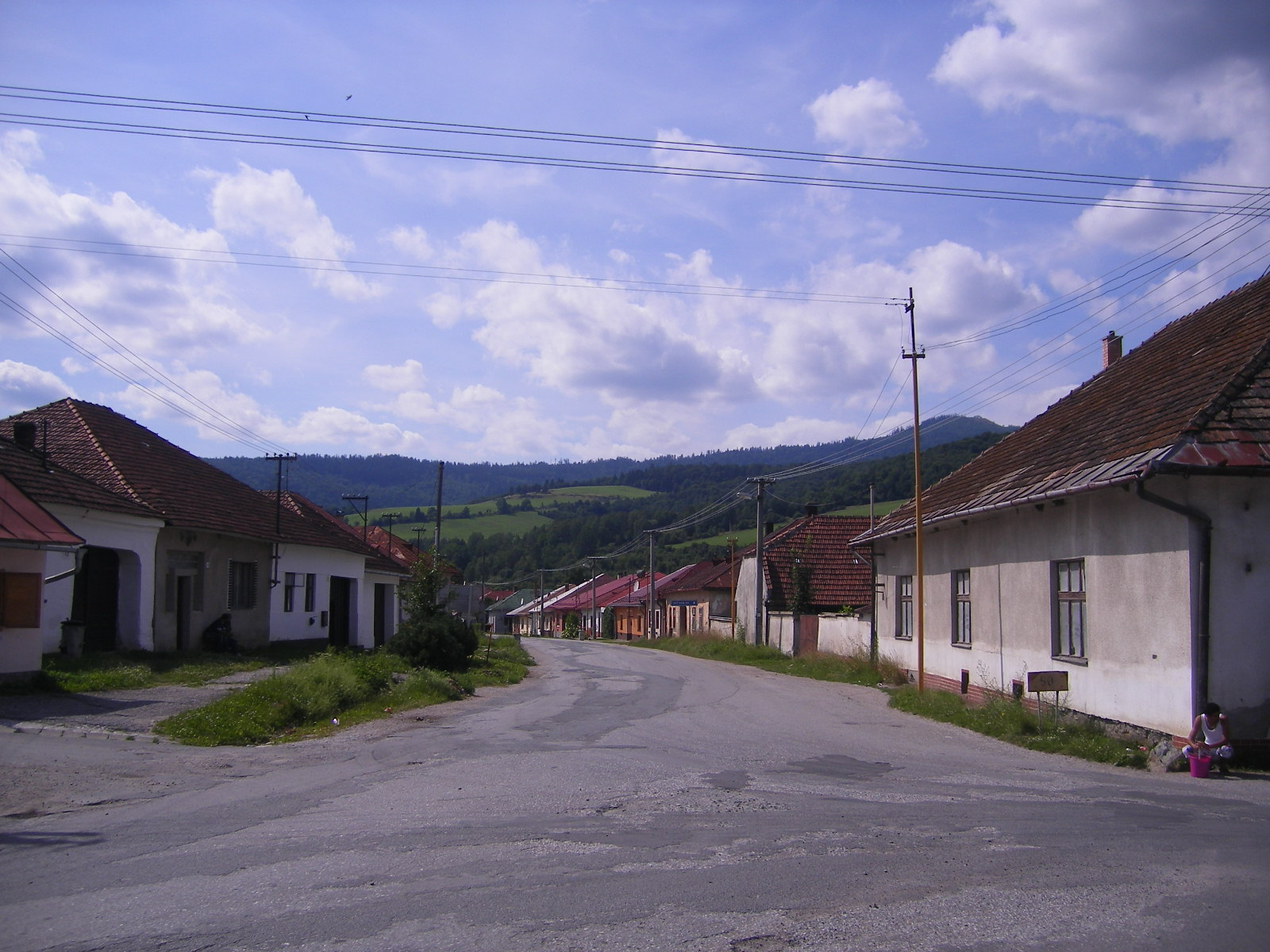
Utcakép
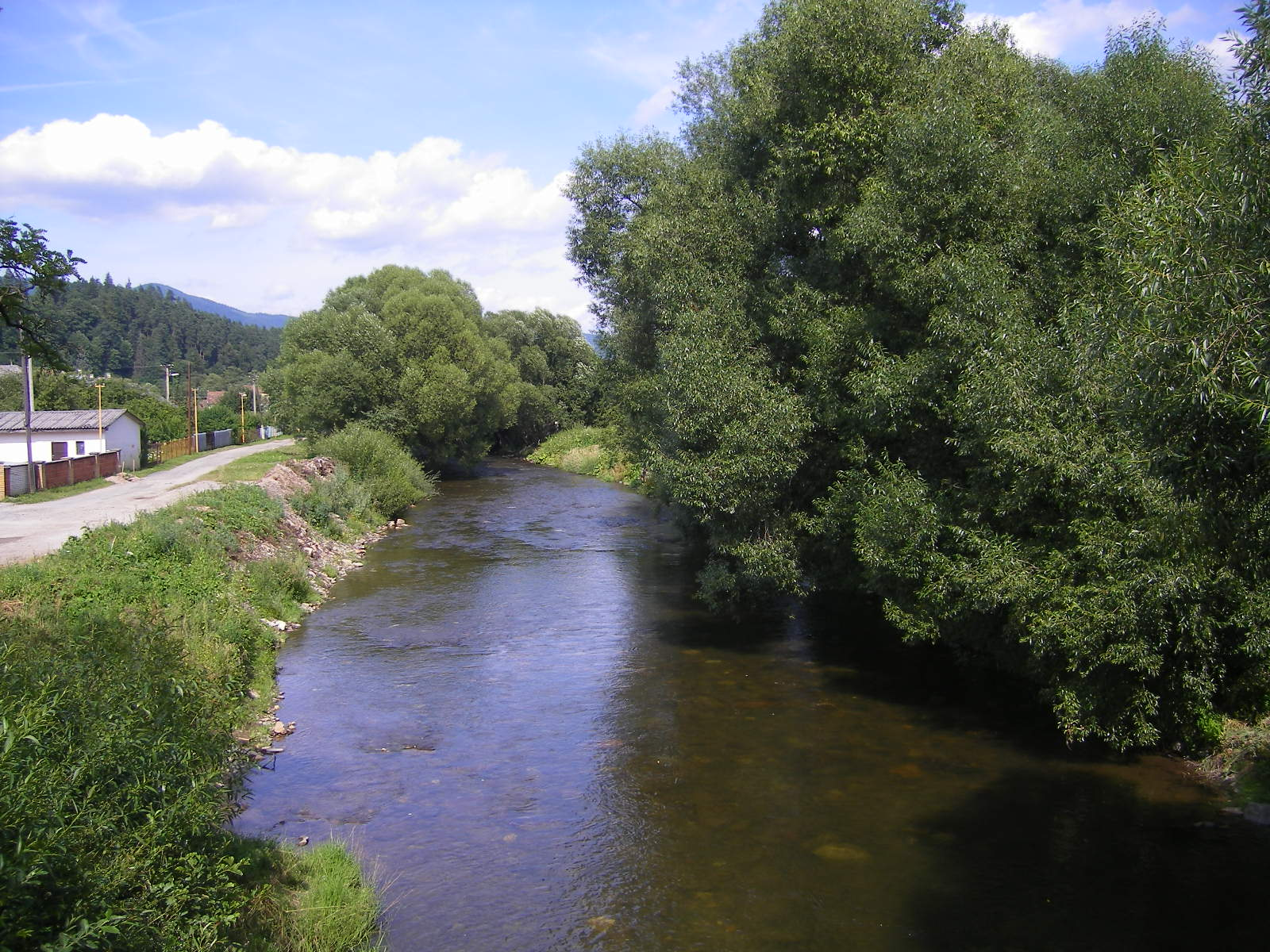
A Gölnic-folyó Szepesremetén
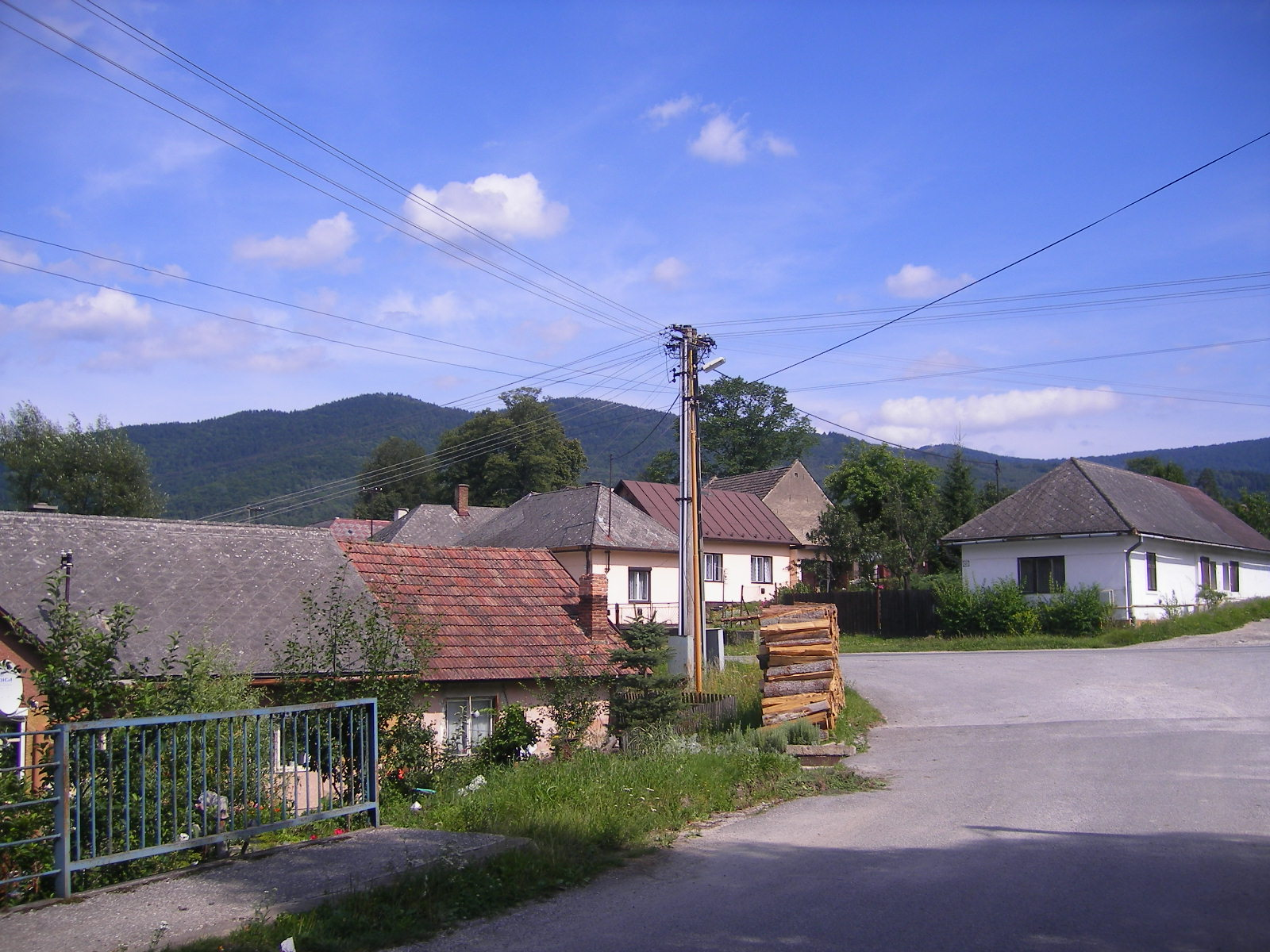